# Romee Strijd
Romee Strijd, née le 19 juillet 1995 à Zoetermeer, aux Pays-Bas, est un mannequin néerlandais. 
En 2015, elle devient un « ange » de la marque de lingerie Victoria's Secret,. Elle poste régulièrement des vlogs sur sa chaîne youtube et compte plus de 7 millions d'abonnés sur le réseau social Instagram.

## Biographie
Romee Strijd est découverte en 2009 puis signe un contrat avec l'agence DNA,
qui la représente de 2011 à 2017. À partir de 2017, elle est représentée par IMG Models.
En 2014, elle défile pour Victoria's Secret et devient un ange de la marque l'année suivante.

### Vie privée
Depuis le 9 janvier 2010, elle partage la vie de Laurens van Leeuwen, fils du présentateur de télévision néerlandais, Bert van Leeuwen.
En mai 2020, elle annonce être enceinte. Le 2 décembre 2020, elle met au monde une filleprénommée Mint. 
En mai 2022, elle annonce qu'ils attendent leur deuxième enfant. Le 11 novembre 2022, elle met au monde une fille prénommée June van Leeuwen.